# Сятракаси (Маріїнсько-Посадський район)
Сятрака́си (рос. Сятракасы, чув. Çатракасси) — присілок у складі Маріїнсько-Посадського району Чувашії, Росія. Входить до складу Аксарінського сільського поселення.
Населення — 267 осіб (2010; 340 у 2002).
Національний склад:
- чуваші — 97 %